# Étienne Klatt
Pour les articles homonymes, voir Klatt.
Étienne Klatt, né le 25 avril 1998, est un céiste français.

## Biographie
Étienne Klatt est médaillé d'or en C2 classique par équipe, en C1 sprint par équipe et en C2 sprint par équipe ainsi que médaillé d'argent en C1 classique par équipe aux Championnats d'Europe de descente de canoë-kayak 2021 à Sabero.
Aux Championnats du monde de descente de canoë-kayak 2021 à Bratislava, il est médaillé d'or en C1 par équipes avec Nicolas Sauteur et Charles Ferrion.

## Palmarès

### Championnats du monde
- 2019 à Banja Luka,  Bosnie-Herzégovine, U23
  -  Médaille de bronze en classique C2
  - 5e place en sprint C2
  -  Médaille d'or en classique C2 par équipe
  -  Médaille d'argent en sprint C2 par équipe

- 2021 à Bratislava,  Slovaquie
  -  Médaille d'or en sprint C1 par équipe
  - 11e place en sprint C1

- 2024 à Sabero,  Espagne,
  - 4e place en sprint C2
  - 9e place en classique C2

### Championnats d'Europe
- 2016 à Murau,  Autriche, Junior
  -  Médaille de bronze en sprint C1
  - 6e place en classique C1
  -  Médaille d'or en sprint C1 par équipe
  -  Médaille d'or en classique C1 par équipe

- 2018 à Skopje,  Macédoine du Nord, U23
  - 7e place en classique C1
  - 6e place en sprint C1
  -  Médaille de bronze en classique C1 par équipe
  -  Médaille de bronze en sprint C1 par équipe

- 2019 à Bovec,  Slovénie
  - 4e place en classique C2
  - 10e place en sprint C2

- 2021 à Sabero,  Espagne
  -  Médaille d'or en sprint C1 par équipe
  -  Médaille d'or en sprint C2 par équipe
  -  Médaille d'argent en classique C1 par équipe
  -  Médaille d'or en classique C2 par équipe

- 2021 à Solkan,  Slovénie, U23
  -  Médaille d'or en classique C1
  -  Médaille de bronze en sprint C1
  -  Médaille d'or en classique C1 par équipe
  -  Médaille d'or en sprint C1 par équipe

### Coupe du monde
- 2018 à Celje,  Slovénie
  - 7e en classique C1
  - 10e en sprint C1
- 2018 à Banja Luka,  Bosnie-Herzégovine
  - 8e en sprint C1
  - 11e en classique C1

- 2019 à Liuku,  Chine
  -  Médaille d'or en sprint C2
  -  Médaille de bronze en sprint C1
  - 4e en Mass Start C1

- 2021 à Treignac,  France
  - 4e en Mass Start C1
  - 5e en sprint C1
  - 5e en classique C1
- 2021 à Banja Luka,  Bosnie-Herzégovine
  - 4e en sprint C1
  - 6e en sprint C1
  - 5e en classique C1

- 2024 à Mezanna,  Italie
  - 8e en sprint C2
  - 7e en classique C2

### Championnats de France
- Sprint :
  -  Médaille d'or en C1 en 2014 (Cadet)
  -  Médaille de bronze en C1 en 2015 (Junior)
  -  Médaille de bronze en C2 en 2019
  -  Médaille de bronze en C1 en 2022

- Classique :
  -  Médaille de bronze en C1 en 2014 (Cadet)
  -  Médaille de bronze en C1 en 2015 (Junior)
  -  Médaille d'or en C1 en 2016 (Junior)
  -  Médaille d'argent en C2 en 2019